# 中華人民共和国国家監察委員会
中華人民共和国国家監察委員会（ちゅうかじんみんきょうわこくこっかかんさついいんかい、英：National Supervision Commission of the People's Republic of China）は、最高人民法院や最高人民検察院と並ぶ中華人民共和国の国家機関の一つであり、地方各級監察機関の上位にある最高監察機関であり、副国家級に相当する。”国家監察委員会”や”国家監委”とも略称する。

## 歴史
2018年の第十三期全国人民代表大会第一次会議における中華人民共和国憲法の改正、及び中華人民共和国監察法の法案通過後に設置された。国家監察委員会は中国共産党中央規律検査委員会と合同の庁舎に置かれている（合署弁公）。国家監察委員会は、憲法および関連法律に従い、公職に就いている者の政治倫理上の問題について監督、調査及び処分を担当し、責任を負うものとしている。

## 国家監察委員会の構成員
国家監察委員会は、主任、副主任、若干数の委員で組織され、国家監察委員会主任は国家級副職領導人に属しており、国家の最高権力機関である全国人民代表大会から選出される。国家監察委員会主任は全人代常務委員会に対して副主任及び委員の任命を提案することができる。
第十三期国家監察委員会
- 主任： 楊暁渡
- 副主任： 劉金国、楊暁超、李書磊、徐令義、肖培、陳小江
- 委員： 王鴻津、白少康、張春生、陳超英、侯凱、姜信治、凌激、崔鵬、盧希

第十四期国家監察委員会
- 主任： 劉金国
- 副主任： 肖培、喩紅秋、傅奎、孫新陽、劉学新、張福海
- 委員： 王鴻津、王愛文、許羅徳、李欣然、趙世勇、誾柏、穆紅玉